# Hanson
A Hanson egy amerikai rock együttes, amelyet a Hanson testvérek alapítottak az Egyesült Államok-beli Oklahomában. Tagjai: Isaac (gitár, zongora, ének), Taylor (billentyűs hangszerek, zongora, gitár, dob ének), Zac (dob, zongora, gitár, ének). A zenekar tagjai közé tartozik Dimitrius Collins, aki billentyűs hangszereken, és gitáron kíséri a zenekart, valamint Andrew Perusi, aki basszusgitáron játszik. A zenészek 2007 óta lépnek fel a csapattal. A zenekar legismertebb dala az MMM Bop című dal, amely a Middle of Nowhere című stúdióalbumukon található. A dal eredeti változatát már az 1996-os MMM Bop című albumukon lehetett hallani, igaz, kissé más változatban. Az 1997-es kiadáson, melyet sikerre vittek, kissé áthangszerelve, poposabb hangzást kölcsönözve a dalnak, lett több országban sikeres, és első helyezést ért el. A csapat a Mercury, Polygram lemezkiadók égisze alatt jelentette meg a lemezeit, majd később a Def Jam kiadóhoz szerződtek. A csapat több mint 16 millió lemezt értékesített világszerte, valamint az Amerikai Egyesült Államokban több albumuk és kislemezük lett slágerlistás Top helyezett. A csapat lemezkiadója a 3CG Records jelenteti meg a csapat kiadványait.

## Pályafutásuk

### 1992–1996: Kezdetek
A 90-es évek elején Isaac, Taylor és Zac acapellákat énekeltek. Olyan klasszikus dalokat, mint a Splish Splash, Johnny B. Goode, valamint néhány saját dalt is, melyet 1992-ben a Tulsa Mayfest Művészeti Fesztiválon elő is adták. A csapat Hanson Brothers néven mutatkozott be, majd 1993-ban Hansonra rövidítették a nevüket.
Mindhárom fiú zongoristaként kezdte a pályafutását, de végül Isaac gitározni kezdett, Zac pedig dobon kezdett el játszani. Taylor a billentyűs hangszerek iránt kezdett érdeklődni. Amikor 1994 őszén megjelent a Boomerang című stúdióalbum, majd 1996-ban az MMM Bop című dal, mely világszerte slágerlistás helyezést ért el, a fiúk a South By Southwest zenei fesztiválon léptek fel Austinban, Texasban. Ott Christopher Sabec menedzser lemezszerződést ajánlott nekik. Korábban számos lemezkiadó cég elutasította őket, ám végül Steve Greenbert az A&R képviselője a Mercury Records kiadó számára szintén szerződést ajánlott nekik. Hamarosan világszenzáció lett a Middle of Nowhere című stúdióalbumukból, melyet Stephen Lironi és a Dust Brothers készített. Az album számos slágerlistára felkerült, és több millió példányban talált gazdára.

### 1997–2000: Kereskedelmi sikerek
A Middle of Nowhere című stúdióalbum 1997. május 6.-án jelent meg az Egyesült Államokban, és világszerte 10 millió példányban kelt el. Oklahoma akkori kormányzója Frank Keating az album megjelenésének dátumát "Hanson Day"-nek nyilvánította. Bár eredetileg egyszeri megmozdulás volt, a sok Hanson rajongó a világ minden tájáról minden évben ünnepli a május 6-i album megjelenést. A Hanson 1997-ben érte el sikerességének csúcsát, amikor a Mercury kiadó megjelentette a csapat első dokumentum filmjét a karácsonyi Snowed In című karácsonyi albumuk nyomán, majd megjelent a MOE nevű fan club magazin. A tagok életrajzi könyve 1998. február 9.-én jelent meg, és a The New York Times könyv eladási listáján a 9. helyre került az életrajzi könyv az eladások alapján. A zenekart 1998-ban 3 Grammy-díjra jelölték több kategóriában is. A csapat 1998-ban koncert turnéra indult. A következő év őszén megjelent a Live from Albertine című live-albumuk, majd második dokumentumfilmük a Road to Albertane című.